# Heinrich Bernhard Rupp
Heinrich Bernhard Rupp (Ruppe, Ruppius) (* 22. August 1688 in Gießen, Landgrafschaft Hessen-Darmstadt; † 7. März 1719 in Jena, Kurfürstentum Sachsen) war ein deutscher Botaniker. Sein offizielles botanisches Autorenkürzel lautet „Ruppius“.

## Leben und Wirken

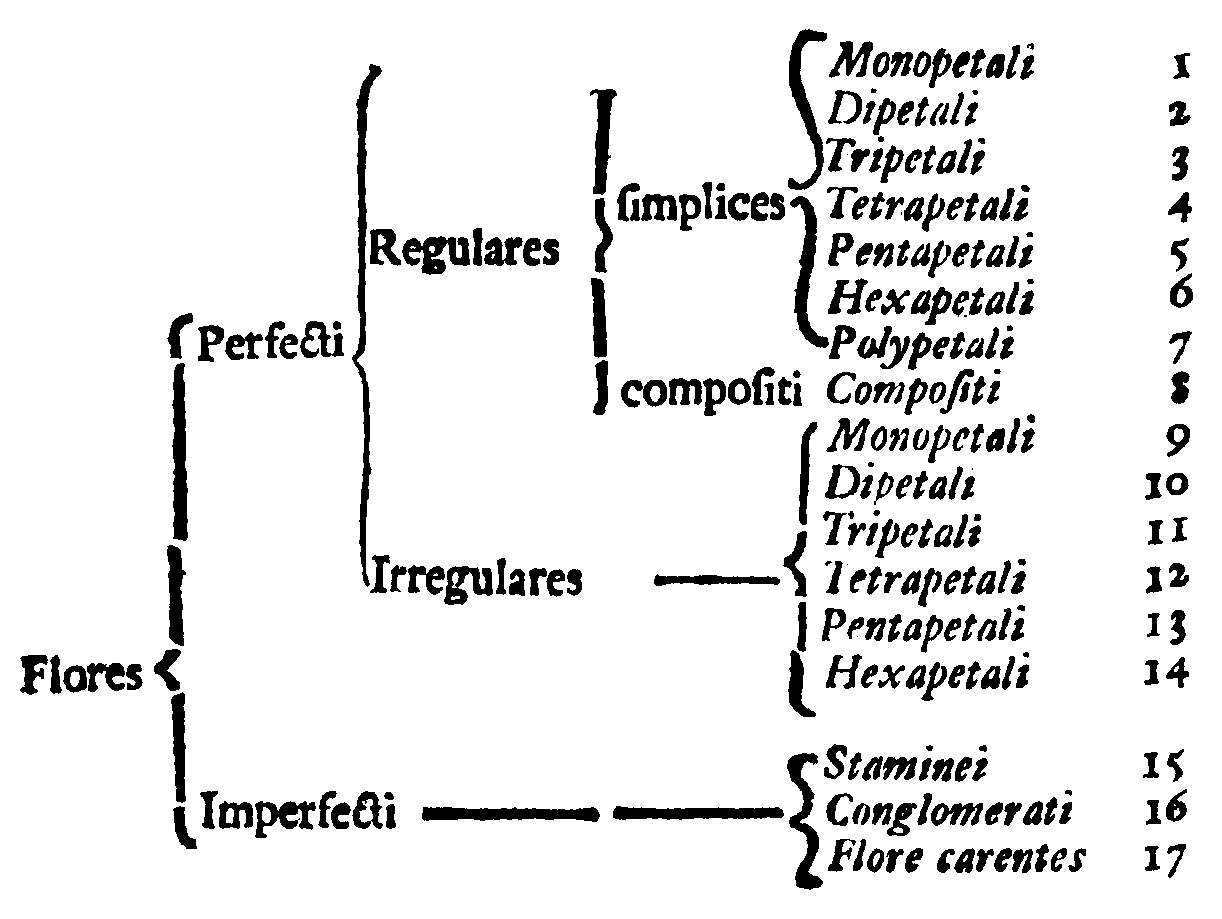
Schlüssel zur Systematik von Rupp in Linnés Classes Plantarum von 1738.

Rupp studierte ab 1704 in Gießen Medizin. Bereits damals lernte er den Botaniker Johann Jacob Dillenius kennen. Rupp studierte ab 1711 an der Universität Jena, ab 1712 in Leiden und 1713 erneut in Jena.
Rupp schrieb eine Lokalflora von Jena (Flora Jenensis), in der Blütenpflanzen und niedere Pflanzen behandelt werden. Seine Flora deckte große Teile Thüringens bis ins Vorland des Harzes ab. Als Medizinstudent hatte Rupp verbotenerweise in Jena Vorlesungen über Botanik gehalten, die wesentlich besser waren, als die des damaligen Professors Johann Adrian Slevogt. Als dieser versuchte, das Manuskript an sich zu bringen, um eine Veröffentlichung zu verhindern, verkaufte Rupp 1717 das Manuskript seiner Flora an seinen Kommilitonen Johann Heinrich Schütte, der deutsche Pflanzennamen beifügte und die Flora 1718 drucken ließ. Rupp schrieb eine zweite Ausgabe, die jedoch erst nach seinem Tode (1726) erschien. Eine dritte Auflage folgte 1745 und wurde von Albrecht von Haller bearbeitet.

## Ehrungen
Carl von Linné benannte Rupp zu Ehren die Pflanzengattung der Salden als Ruppia aus der Pflanzenfamilie der Saldengewächse (Ruppiaceae).

## Schriften (Auswahl)
- Flora Jenensis. 1718
  - 2. Auflage: Flora Jenensis sive enumeratio plantarum tam sponte circa Jenam et in locis vicinis nascentium, quam in hortis obviarum : methodo conveniente in classes distributa, figurisque rariorum aeneis ornata; in usum botanophilorum Jenensium edita multisque in locis correcta et aucta, - Francofurti: Lipsiae 1726 (Digitalisat).
  - 3. Auflage: Alberti Haller Flora Jenensis Henrici Bernhardi Ruppii, ex posthumis auctoris schedis et propriis observationibus aucta et emendata; accesserunt plantarum rariorum novae icones. Cuno, Jena 1745